# Cilunculus japonica
Cilunculus japonica är en havsspindelart som först beskrevs av Turpayeva, Ye.P., och fick sitt nu gällande namn av  1990. Cilunculus japonica ingår i släktet Cilunculus och familjen Ammotheidae. Inga underarter finns listade i Catalogue of Life.